# James Aitken
James Smith Aitken (* 1907 in Markinch; † 20. Juli 1931 in Kirkcaldy) war ein schottischer Fußballspieler.

## Karriere
Aitken, ältester Sohn einer Familie aus Milton of Balgonie mit neun Kindern, spielte in den 1920er Jahren in Fife für eine Reihe von Klubs im schottischen Juvenile Football (einer Spielstufe im schottischen Fußball, in der das Höchstalter der Spieler je nach Regelung zwischen 21 und 27 Jahren lag). In der Saison 1928/29 machte er als Mittelstürmer bei den Markinch Victoria Rangers auf sich aufmerksam, für die er über 40 Saisontore erzielte. In der Folge wurde er zur Saison 1929/30 von William Collier, einem ehemaligen schottischen Nationalspieler, zum englischen Klub Kettering Town in die Southern League geholt. Ende Januar 1930, bis dahin soll Aitken 26 Treffer für Kettering erzielt haben, wechselte er in die Football League Third Division North zu York City, der dortige Trainer Jock Collier war Williams Bruder. Aitken debütierte wenige Tage später bei einem 4:2-Erfolg gegen Crewe Alexandra (Hattrick von Willie Millar), im restlichen Saisonverlauf folgten aber nur noch drei weitere Einsätze, die Mittelstürmerposition war zumeist von Bill Gardner besetzt. Sein einziges Tor erzielte Aitken bei einer 1:3-Niederlage bei Hartlepools United im April 1930, dabei traf er nach einem Eckball zur zwischenzeitlichen Führung.
Zur Saison 1930/31 wechselte er zum FC Dartford zurück in die Southern League; dort hatte mittlerweile sein vormaliger Trainer William Collier das Traineramt übernommen. Im April 1931 gewann er mit Dartford durch einen 5:2-Sieg im Wiederholungsspiel gegen Folkestone Town den Kent Senior Cup; Aitken gelangen im Wiederholungsspiel zwei Tore. Mit wettbewerbsübergreifend insgesamt 43 Saisontoren für Dartford war er der torgefährlichste Spieler des Klubs in der Saison 1930/31. Aitken hielt sich im Juli 1931 während der Sommerpause in seiner Heimat auf, als er bei einem Hobbykick mit Freunden von einem Knie in der Bauchgegend getroffen wurde. Einige Tage später verschlechterte sich sein Gesundheitszustand dramatisch, und er starb wenige Stunden nach seiner Einlieferung in das Kirkcaldy Hospital.